# Sketch
Sketch（スケッチ）は、リンナイ株式会社が運営していた、フォト共有型ソーシャル・ネットワーキング・サービス(SNS)である。利用する際、既存のユーザーからの招待は不要。

## コンセプト
『ちっちゃな幸せ』を共有できるコミュニティサイト
毎日の生活の中で起こるちょっとした感動や気づきをフォトとして記録することができ、皆でその幸せを共有することができるサイト

## 機能
- フォト

写真をアップロードしたり、コメントをつけたり、閲覧することができる。見てほしい人だけに写真を公開できるよう、写真の公開範囲を設定できる。「タグ」という仕組みにより、サイト内の写真が様々な形で他の写真とつながりを持つ。写真は携帯からもアップロードすることができる。
- アルバム

アップロードした写真をひとつにまとめることができる。アルバム単位でコメントのやりとりが可能。
- スライドショー

写真をスライドショー形式で楽しむことができる。
- カレンダー

アップロードしたフォトをカレンダー形式で楽しむことができる。
- コンテスト

運営事務局が設定したテーマでフォトコンテストが開催され、入賞者には賞品が送られる。毎月2つのテーマが設定される。
- プロフィール

自己PRするための機能。
- 友達管理

友達になることで、友達にだけ公開する形に設定された写真をみることができる。また、友達がアップロードするフォトは、自分のトップページに表示される。
- ミニメール

サイト内において会員間でメールのやり取りができる。
- 足あと機能

自分の写真を見てくれた会員を表示する機能。
- 検索

任意の条件でフォトを検索することができる。タグ、タイトル、説明文、ニックネームを検索することができる。
- 投票

気に入ったフォトに投票することができる。
- お気に入り会員

会員をお気に入りに登録することで、該当する会員が今後アップロードするフォトを自分のページに表示することができる。
- ランキング

フォトをランキング表示し、人気のフォトを表示することができる。
- 友達招待

サイト外の友達をこのサイトに招待するための機能。
- 拒否機能

サイト内において特定の会員からのアクセスを拒否することができる。

## 沿革
- 2006年10月1日 サービス開始。
- 2008年11月30日 サービス終了。